# Grauware
Grauware (auch als Blaugraue Ware und Harte Grauware bezeichnet) stellt u. a. die typische Gebrauchskeramik des Mittelalters und der frühen Neuzeit dar. Wenngleich sich ihr Anteil im jüngeren mittelalterlichen Fundspektrum bedingt durch die Mode- und Geschmacksänderung hin zu hellgrundigen und glasierten Gefäßen verringert, ist ihr Gebrauch bis in die frühe Neuzeit hin belegt.
Der Ton ist hart bis sehr hart gebrannt, fein gemagert, von weißer bis dunkelgrauer Farbe und eher schlicht gehalten, teils mit „gurtartigen Rillen“ umziert. Die Oberfläche ist grau, leicht metallisch blau. Die hell- bis dunkelgraue Färbung des Scherbens rührt von einem speziellen Brennverfahren her, dem Reduktionsbrand. Dabei wird während des Brennprozesses der Ofen luftdicht verschlossen, und es kommt zu einer sauerstoffreduzierten Atmosphäre. In dieser können die Eisenanteile im Ton nicht mit dem Luftsauerstoff oxidieren.
Die der Grauware recht ähnliche Paffrather Ware – benannt nach dem Produktionszentrum in Paffrath im rheinischen Vorgebirge – muss von der restlichen Grauware klar unterschieden werden. Im Vergleich mit allen anderen Waren weist die Paffrather Ware einen spezifischen Bruch auf. Er ist schieferartig geschichtet und häufig weiß. Die typische metallisch- glänzende Oberfläche ist nach einer Mikrosondenuntersuchung vermutlich das Ergebnis einer Salzglasur und damit ein weiterer Unterschied zur optisch ähnlichen Grauware.

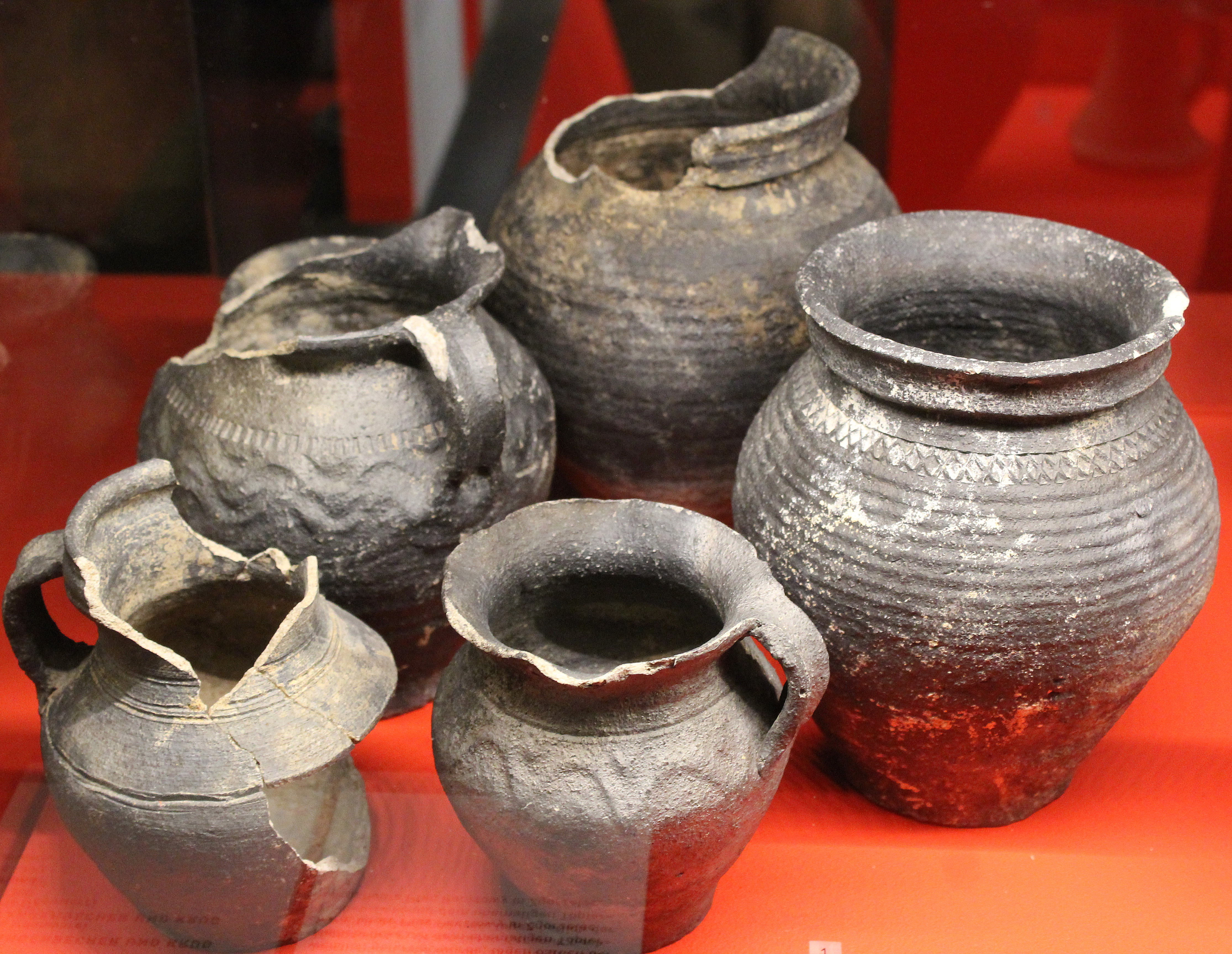
Graue Irdenware